# Subgrupo normal
En matemáticas, un subgrupo normal o subgrupo distinguido {\displaystyle N} de un grupo {\displaystyle G} es un subgrupo invariante por conjugación; es decir, para cada elemento {\displaystyle n\in N} y cada {\displaystyle g\in G}, el elemento {\displaystyle gng^{-1}} está en {\displaystyle N}. Se denota {\displaystyle N\triangleleft G}.

## Definición
| Un subgrupo {\displaystyle N} de un grupo {\displaystyle G} se llama subgrupo normal del grupo {\displaystyle G} si las clases laterales por la izquierda y por la derecha definidas por cualquier {\displaystyle g\in G} coinciden, es decir, {\displaystyle gN=Ng\quad \forall g\in G}. |

### Definiciones equivalentes
| Sea {\displaystyle G} un grupo y {\displaystyle N<G} un subgrupo. Equivalen: 1. {\displaystyle N\triangleleft G}. 2. {\displaystyle gng^{-1}\in N\quad \forall n\in N,\forall g\in G}. 3. {\displaystyle gNg^{-1}\subset N\quad \forall g\in G}. 4. {\displaystyle gNg^{-1}=N\quad \forall g\in G}. |

| Demostración |
| 1.{\displaystyle \Longrightarrow }2. Como {\displaystyle gN=Ng}, entonces {\displaystyle gn\in Ng}. Por tanto, {\displaystyle \exists n'\in N:gn=n'g\Longrightarrow gng^{-1}=n'\in N}. 2.{\displaystyle \Longleftrightarrow }3. Es claro. 3.{\displaystyle \Longrightarrow }4. Sea {\displaystyle g\in G}. Entonces, {\displaystyle g^{-1}N(g^{-1})^{-1}=g^{-1}Ng\subset N}. Por tanto, {\displaystyle N=g(g^{-1}Ng)g^{-1}\subset gNg^{-1}} y se tiene la igualdad. 4.{\displaystyle \Longrightarrow }1. Sea {\displaystyle n\in N} y {\displaystyle g\in G}. {\displaystyle gng^{-1}\in gNg^{-1}=N\Longrightarrow \exists n'\in N:gng^{-1}=n'\in N\Longrightarrow gn=n'g\Longrightarrow gN\subset Ng}. Además, se tiene que {\displaystyle ng=g(g^{-1}n(g^{-1})^{-1})\in gN\Longrightarrow Ng\subset gN}. Por tanto, {\displaystyle gN=Ng\Longrightarrow N\triangleleft G}. |

## Propiedades
- {\displaystyle \{e\}} y {\displaystyle G} son siempre subgrupos normales de {\displaystyle G}. Si éstos son los únicos subgrupos normales de {\displaystyle G}, se dice que {\displaystyle G} es simple.
- Los subgrupos normales de cualquier grupo {\displaystyle G} forman un retículo bajo inclusión. Los elementos mínimo y máximo son {\displaystyle \{e\}} y {\displaystyle G}, el ínfimo de dos subgrupos es su intersección y su supremo es su yuxtapuesto.
- Todos los subgrupos de un grupo abeliano son normales.
- Si {\displaystyle N<G} es de índice 2 ({\displaystyle [G:N]=2}) entonces {\displaystyle N} es normal en {\displaystyle G}.
- El centro de un grupo es normal en el grupo.

## Grupo cociente
Sea {\displaystyle G} un grupo y {\displaystyle N\triangleleft G}. Como los conjuntos de clases laterales por la izquierda y por la derecha coinciden lo llamaremos simplemente conjunto de clases laterales de {\displaystyle N} en {\displaystyle G}, y lo denotaremos {\displaystyle G/N}.
Podemos definir en {\displaystyle G/N} la operación {\displaystyle gN*hN=(gh)N\quad \forall g,h\in G} (esta operación está bien definida, ya que su definición no depende de los representantes elegidos en las clases a multiplicar).
| Llamamos grupo cociente de {\displaystyle G} sobre {\displaystyle N} al grupo {\displaystyle (G/N,*)}, formado por el conjunto de clases laterales de {\displaystyle N} en {\displaystyle G} y operación definida como {\displaystyle gN*hN=(gh)N\quad \forall g,h\in G}. |

- La proyección canónica {\displaystyle p:G\longrightarrow G/N,\quad p(g)=gN} es un homomorfismo de grupos.

## Grupos normales y homomorfismos
- Sean {\displaystyle G} y {\displaystyle H} grupos y sea {\displaystyle f:G\longrightarrow H} un homomorfismo de grupos. Entonces el núcleo de {\displaystyle f} es normal en {\displaystyle G}: {\displaystyle \ker(f)\triangleleft G}. De hecho, un subgrupo {\displaystyle N<G} es normal si y sólo si existe un homomorfismo de grupos {\displaystyle f:G\longrightarrow H} tal que {\displaystyle \ker(f)=N}.